# San Geronimo (Kalifornija)
San Geronimo je naseljeno područje za statističke svrhe u američkoj saveznoj državi Kalifornija. Prema popisu stanovništva iz 2010. u njemu je živjelo 446 stanovnika.